# Dažbog
Dažbog je istočnoslavenski bog koji se spominje u Kijevskom ljetopisu, Ipatjevskom ljetopisu i Pripovijesti o Igorovoj vojni, čija je autentičnost osporena. U Ipatjevskom ljetopisu izjednačen je sa Suncem.
Kijevski ljetopis navodi da je 980. godine Vladimir, knez Kijeva, odlučio podići kumire božanstava Perun, Hrs, Dažbog, Stribog, Sjemargl i Mokoš. Ti kumiri nalazili su ispred njegovog dvora na kijevskoj Gori koji se nalazio iznad Dnjepra. Osam godina kasnije, 988., nakon što je Vladimir pokršten, dao je srušiti navedene kumire.